# El Greco (film din 1966)
El Greco (titlul original: în italiană El Greco) este un film dramatic-biografic italian, realizat în 1966 de regizorul Luciano Salce, protagoniști fiind actorii Mel Ferrer, Rosanna Schiaffino, Adolfo Celi și Mario Feliciani. 

## Rezumat
Spania la mijlocul secolului al XVI-lea, faimosul pictor grec El Greco a semnat un contract pentru un grup de picturi care urma să împodobească biserica Santo Domingo el Antiguo și călătorește la Toledo. Aici, s-a îndrăgostit de o frumoasă doamnă spaniolă aristocratică, Jerónima de Las Cuevas. Cei doi îndrăgostiți au avut de înfruntat vremea întunecată a Inchiziției, curțile fastuoase din Spania și mai ales conflictele dintre clasele lor sociale.

## Distribuție
- Mel Ferrer – Doménikos Theotokópoulos, poreclit „El Greco”
- Rosanna Schiaffino – Jeronima de las Cuevas
- Adolfo Celi – Don Miguel de las Cuevas
- Mario Feliciani – Nino de Guevara
- Renzo Giovampietro – Felix, fratele
- Ángel Aranda – Don Luis
- Nino Crisman – Diego de Castillo
- Franco Giacobini – Francisco
- Gabriella Giorgelli – Maria
- Giulio Donnini – Pignatelli
- Fernando Rey – Felipe al II-lea
- Rafael Rivelles – marchiza de Villena
- John Karlsen – primul acuzator
- Andrea Bosic – al doilea acuzator
- John Francis Lane – De Agueda
- Rossana Martini – Zaida
- Maria Marchi – maica superiora
- Franco Fantasia – maestrul de spade
- Bruno Scipioni – un oficial
- Rosi Di Pietro – Isabel
- Giuliano Farnese – maestrul de arme
- Víctor Israel – un pacient mental
- Mary Di Pietro – sora

## Producție
A fost primul film a lui Mel Ferrer ca producător. Potrivit lui Ferrer, filmul a costat 800.000 de dolari, ceea ce i s-a părut modest, având în vedere că filmul era color și a fost primul film autorizat să fie filmat la Catedrala din Toledo.